# Diadochia
Diadochia é um gênero de traça pertencente à família Arctiidae.